# توكسودون
توكسودون (بالإنجليزية: Toxodon)‏ هو جنس حيوان ثدي عاش قبل 11 مليون سنة حتى 5 آلاف سنة في قارة أمريكا الجنوبية، وذلك خلال العصر الميوسيني حتى حقبة الهولوسين. يعتقد أنه أكبر وآخر أنواع رتبته، وربما كان في ذلك الوقت من أكثر الثديات شيوعاً في المنطقة.

## الاكتشاف
أول من اكتشف التوكسودون هو العالم البريطاني تشارلز داروين، وذلك خلال مروره بجانب مجاري الأنهار في الأرجنتين خلال رحلته في سفينة البيجيل سنة 1833.

## الوصف
يبلغ طول الجسد للتوكسودون 2.7 متر، وارتفاعه 1.5 متر، أما كتلته فتبلغ 1,450 كغ. يشبه بشكله العام الكركدنيات، أما الرأس فيشبه رأس فرس النهر في موضع الأذنيين والعينيين والأنف، أما الأسنان فهي تشبه أسنان القوارض، مما يجعل التوكسودون له صفات ثلاث حيوانات حالية هي الكركدن وفرس النهر والقوارض.

## الانتشار
اكتشف العلماء أن أسلاف التوكسودون قادمة من أميركا الشمالية بعد انقراض الديناصورات واستقرت في أمريكا الجنوبية، حيث ساعد انقراض الديناصورات على تكاثرها واستقرارها، وذلك قبل 65 مليون سنة.
في بداية عصر الهولوسين استقرت هذه الحيوانات في البرازيل، وفي عصر البليستوسين وجدت في الأرجنتين وبوليفيا وغواتيمالا وبنما وبرغواي وأورغواي. وفي العصر الميوسيني والبليوسيني وجدت آثار له في الأرجنتين.